# Dianthus oschtenicus
Dianthus oschtenicus là loài thực vật có hoa thuộc họ Cẩm chướng. Loài này được Galushko mô tả khoa học đầu tiên năm 1965.